# Neivamyrmex pseudops
Neivamyrmex pseudops é uma espécie de formiga do gênero Neivamyrmex.